# Bathophilus flemingi
Bathophilus flemingi är en fiskart som beskrevs av Aron och Mccrery, 1958. Bathophilus flemingi ingår i släktet Bathophilus och familjen Stomiidae. Inga underarter finns listade.